# سيباستيان أكيم
سيباستيان أكيم (بالرومانية: Sebastian Achim)‏ (2 يونيو 1986 بأوراديا - ) هو لاعب كرة قدم روماني في مركز الظهير. لعب مع بيهور أوراديا وجامعة كلوج ونادي بترولول بلويشتي ونادي يونيفيرسيتاتيا كرايوفا وغلوريا بيستريتسا ‏.

## وصلات خارجية
- سيباستيان أكيم على موقع اتحاد المجر (الهنغارية)
- سيباستيان أكيم على موقع قاعدة بيانات كرة القدم.إي يو (الإنجليزية)
- سيباستيان أكيم على موقع Soccerway.com (الإنجليزية)
- سيباستيان أكيم على موقع عالم كرة القدم.نت (الإنجليزية)